# Автолік (син Деїмаха)
Авто́лік (грец. Αυτόλυκος одинокий вовк) — фессалієць, учасник походу аргонавтів, засновник міста Сіноп, де процвітав його культ.
Супутник Геракла, що вирушив з трьома братами за поясом амазонки. Він і його брати залишилися в Причорномор'ї, а пізніше приєдналися до аргонавтів.
Автолік заволодів місцевістю, де пізніше був заснований Сіноп. У Сінопі його шанували як бога, там стояла його статуя. Явився у сні Лукуллу, коли той узяв в облогу Сіноп.